# Józef Rafał Wereszczyński
Józef Rafał Wereszczyński herbu Korczak (ur. 6 lipca 1749, zm. 10 lipca 1820) –  poseł powiatu upickiego na Sejm Czteroletni w 1788 roku, starosta upicki w latach 1776–1794, starosta kurklewski. 

## Życiorys
Członek konfederacji Andrzeja Mokronowskiego w 1776 roku  i poseł na sejm 1776 roku z powiatu upickiego. Był posłem na sejm 1780 roku z powiatu upickiego. Poseł na sejm 1782 roku z powiatu upickiego. Poseł na sejm 1786 roku z powiatu upickiego, sędzia sejmowy. Wybrany ze stanu rycerskiego sędzią Sejmu Czteroletniego w 1788 roku. 